# Солотвинські дуби (пам'ятка природи)
Соло́твинські дуби́ — ботанічна пам'ятка природи місцевого значення в Україні. Розташована в межах Івано-Франківського району Івано-Франківської області, в центральній частині смт Солотвин. 
Площа 0,29 га. Статус надано згідно з розпорядженням облдержадміністрації від 15.07.1996 року № 451, із змінами у площі згідно з рішенням обласної ради від 12.03.2004 року №350-10/2004. Перебуває у віданні Солотвинської селищної ради. 
Статус надано з метою збереження групи (12 екземплярів) вікових дубів. Найбільші з них мають в обхваті 6,8 і 7 м. та вік понад 350 років. 